# Ezmlm
ezmlmは、ダニエル・J・バーンスタイン (DJB) が開発したメーリングリストを管理するためのソフトウェアパッケージ。GNU MailmanやMajordomoに似たものだが、qmailメール転送エージェントでのみ動作する。パブリックドメインの下にリリースされている。
最新のバージョンは0.53 (1997年) である。ezmlm-idxパッチは、MIMEの処理のような現代的な仕様を追加している。

## 仕様
ezmlmは、電子メールによるメーリングリストに共通して見られる機能を提供する。モデレーションのあるリスト、登録と登録解除の自動化、ダイジェスト (一定期間ごとに投稿をまとめて送付するもの) の生成である。ezmlmでは、qmailの仕様をうまく利用して、普通のユーザでもスーパーユーザー権限なしにメーリングリストを作成し管理できるようにしている。
多くのメーリングリスト管理ソフトウェアとは異なり、ezmlmのユーザインタフェースはコマンドラインを用いる。通常、メーリングリストを管理するユーザが直接編集すべきファイルはない。たとえば、新たにメーリングリストを作成するコマンドは
ezmlm-make ~/list ~/.qmail-list `whoami`-list host
であり、だれかを (手動で) このリストに登録したりリストから登録解除したりするコマンドは
ezmlm-sub ~/list mailbox
や
ezmlm-unsub ~/list mailbox
である。
個々のメーリングリストの挙動は、リストのディレクトリ (先の例では~/listとしている) にあるファイルによって制御される。このディレクトリには、リストに送られたメッセージすべてのアーカイブ (投稿を蓄積しておく場所) も置かれる。
リストがモデレーションありか否かは、リストのディレクトリにpublicという名のファイルがあるかどうかできまる。先の例で言うと、~/list/publicというファイルである。ファイルがあると、リストはモデレーションなしになり、だれでも (本文のない) 電子メールメッセージをメーリングリストの特別な電子メールボックス (リスト名-subscribeやリスト名-unsubscribe) に送れば登録したり登録解除したりできるようになる。ファイルがなければ、リストはモデレーションありになり、リストの所有者だけがezmlm-subコマンドやezmlm-unsubコマンドを使って登録や登録解除をできるようになる。ezmlm-idx拡張ではほかにもモデレーション機構を提供する。
標準のezmlmにはウェブインタフェースがないが、ezmlm-web拡張はこの機能を提供する。
ほかのメーリングリスト管理ソフトウェアの多くが単なるプレインテキストファイルを使っているのに対し、ezmlmはデータベース型のファイルを利用するため、極めて高速に動作する。ezmlmはセキュリティも高い。

## 関連書籍・ウェブサイト
- John R. Levine（英語版） (2004). Qmail. O'Reilly. pp. 168–174. ISBN 1565926285
- Daniel J. Bernstein. “ezmlm”. 2010年4月14日閲覧。